# Parc naturel régional Jura vaudois
Le parc naturel régional Jura vaudois est une aire protégée de Suisse.

## Géographie
Situé dans la partie vaudoise du massif du Jura, le parc s'étend sur 530,6 km2, soit 18,6 % du territoire cantonal et 30 communes avec 31 000 personnes habitant dans son périmètre. Près de 60 % du périmètre du parc est classé dans les inventaires fédéraux ou cantonaux du paysage et des biotopes d’importance nationale et le district franc fédéral du Noirmont est intégré au parc. Il comprend également 38 objets listés dans l'inventaire suisse des biens culturels d'importance nationale et régionale.
Le parc est limitrophe du parc naturel régional du Haut-Jura en France.
Cinq groupements paysagers composent l'essentiel du parc Jura vaudois : les gorges et vallons de l’Orbe et du Nozon, la haute chaîne du Jura, le pied du Jura, le massif du Risoux et la vallée de Joux.

## Histoire

### Parc jurassien vaudois
Le Parc jurassien vaudois est né le 1er août 1973 lors de la signature d'une convention entre la Ligue vaudoise pour la protection de la nature et les propriétaires d'alpages du Jura vaudois, à l'initiative Daniel Aubert, le président de la Ligue. Les propriétaires d'alpages sont essentiellement des communes, Arzier et Le Chenit étant les deux principales. En 1976, une Commission du Parc jurassien vaudois est créée pour contrôler que la convention de 1973 est respectée. Cette commission s'est notamment opposée à des nouvelles installations de l'armée suisse pour ses obusiers blindés et à un projet d'antenne PTT sur la crête du Marchairuz. Elle a également développé des documents touristiques.

### Parc naturel régional Jura vaudois
Le parc naturel régional Jura vaudois a succédé en 2010 au Parc jurassien vaudois. Le 23 août 2012, le parc a été officiellement labellisé « parc naturel régional » l'une des trois catégories de parc d'importance nationale en Suisse attribué par l'Office fédéral de l'environnement.
Le 20 octobre 2022, l’OFEV renouvelle l’attribution du label « Parc d’importance nationale » pour les années de 2023 à 2032. Quatre communes territoriales rejoignent son périmètre : La Rippe, Saint-Oyens, Saubraz et Moiry, ainsi que Morges, nouvelle commune propriétaire qui possède des terrains dans la vallée de Joux.

## Paysages et monuments culturels du parc
- 40 % des prairies et pâturages secs du canton (IPPS) ;
- 58 % des hauts marais d’importance nationale du canton (IHM) ;
- 25 % des bas marais d’importance nationale du canton (IBM) ;
- 59 réserves naturelles ;
- le plus grand massif forestier d’un seul tenant de Suisse, 2200 hectares[10] (Grand Risoud) ;
- la plus forte densité de gouffres et grottes de Suisse (dont les grottes de Vallorbe et la glacière de Saint-George) ;
- plusieurs espèces uniques en Europe (hors Scandinavie) ;
- la plus grande colonie de fourmis en Europe ;
- 250 kilomètres de murs en pierres sèches.

Les sites suivant sont classés à l'Inventaire fédéral des sites construits à protéger en Suisse :
- les petites villes/bourgs d'Aubonne et de Romainmôtier[12] ;
- les villages de Givrins, du Lieu[13], du Pont[14], de Marchissy, de Mollens et de Saint-Livres ;
- les villages urbanisés du Sentier[15] et de Vaulion[16] ;
- les sites clunisiens de Bassins et de Romainmôtier[17] ;
- les hameaux de Chez-les-Aubert[18] et du Séchey[19] ;
- le cas particulier de L'Isle.

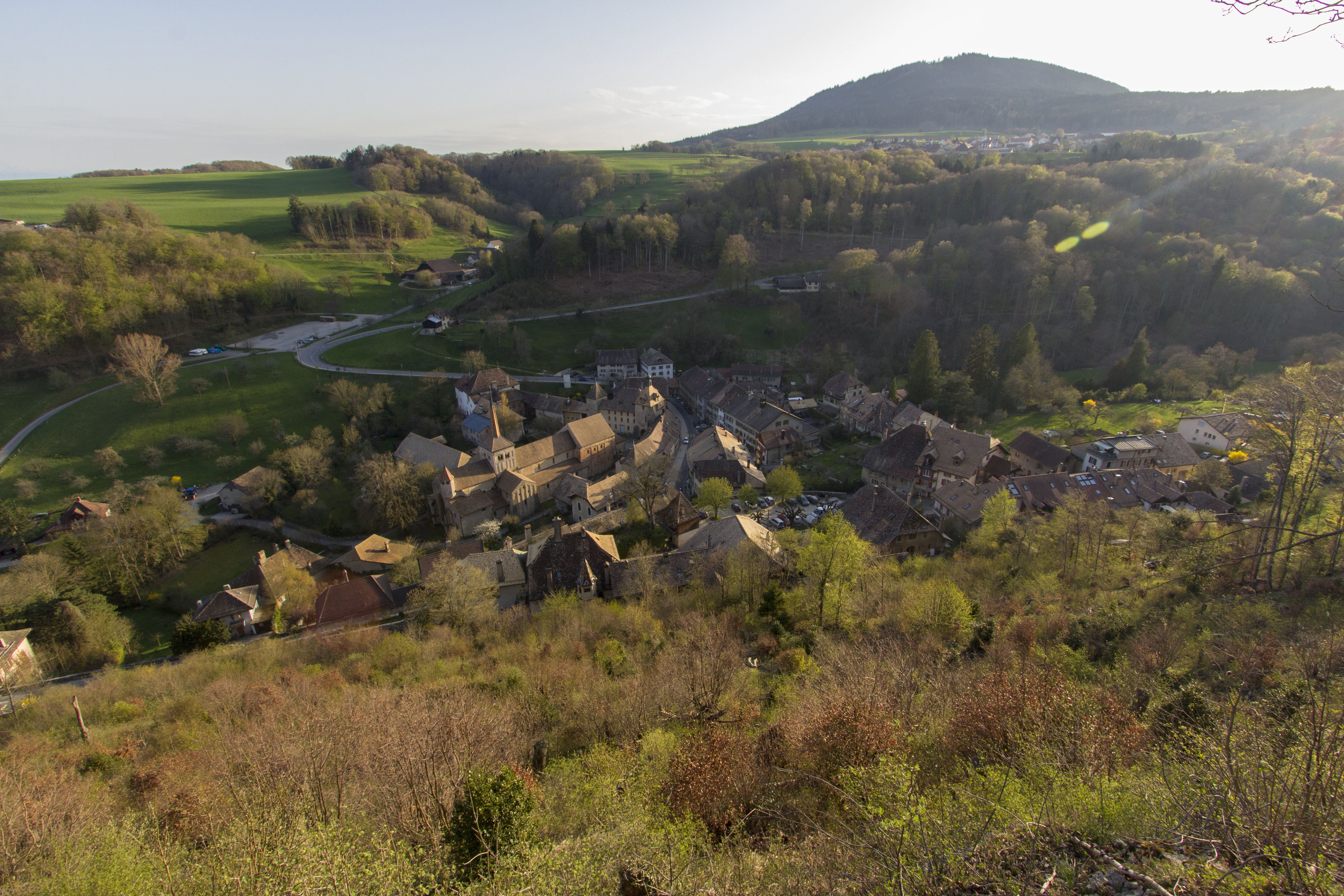
Romainmôtier.
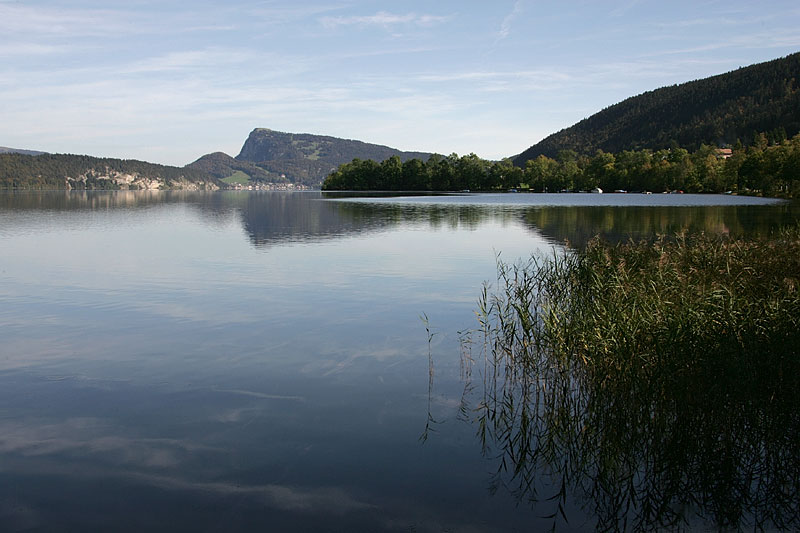
Le lac de Joux.
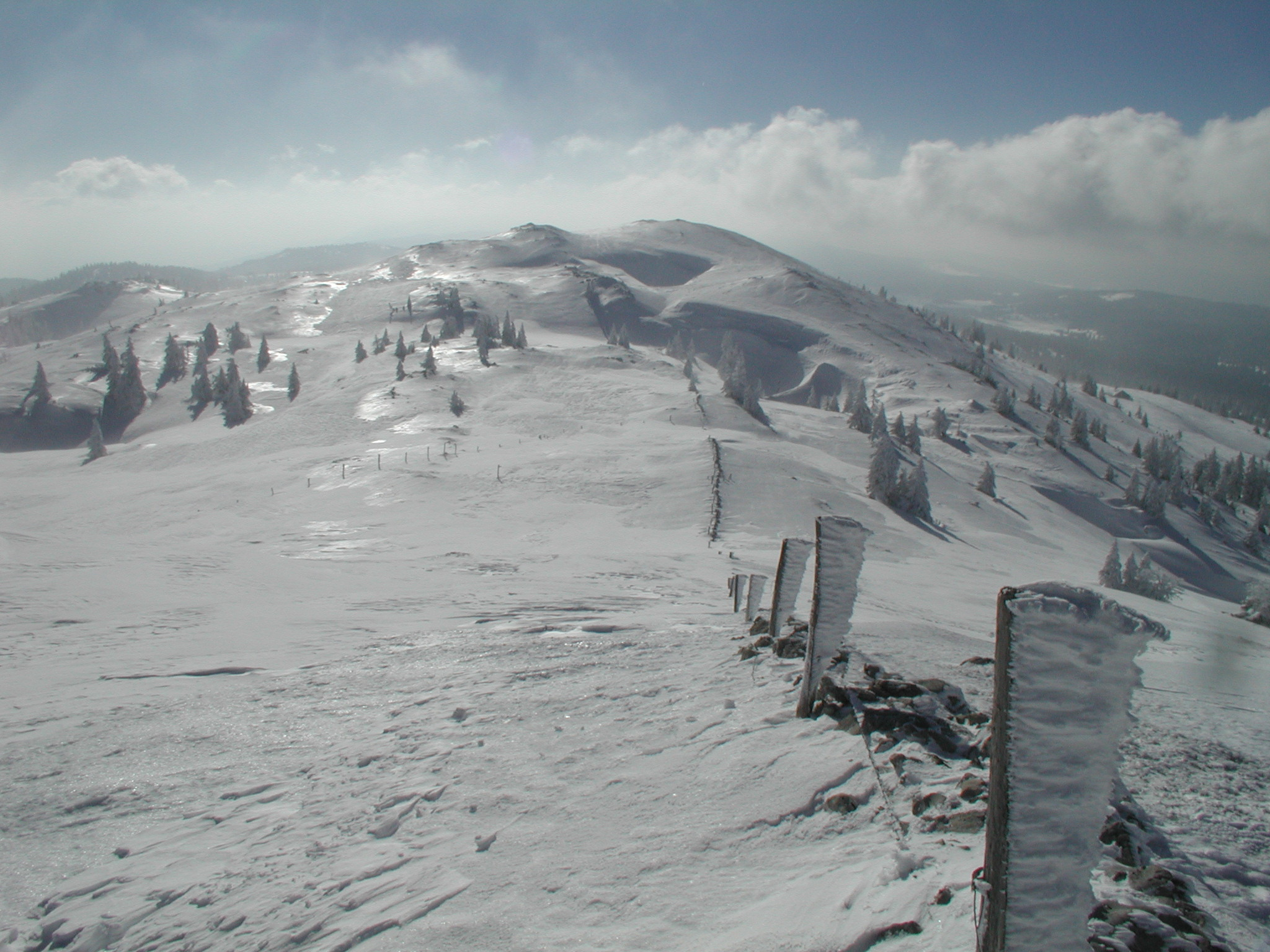
Vue sur la crête du mont Tendre.
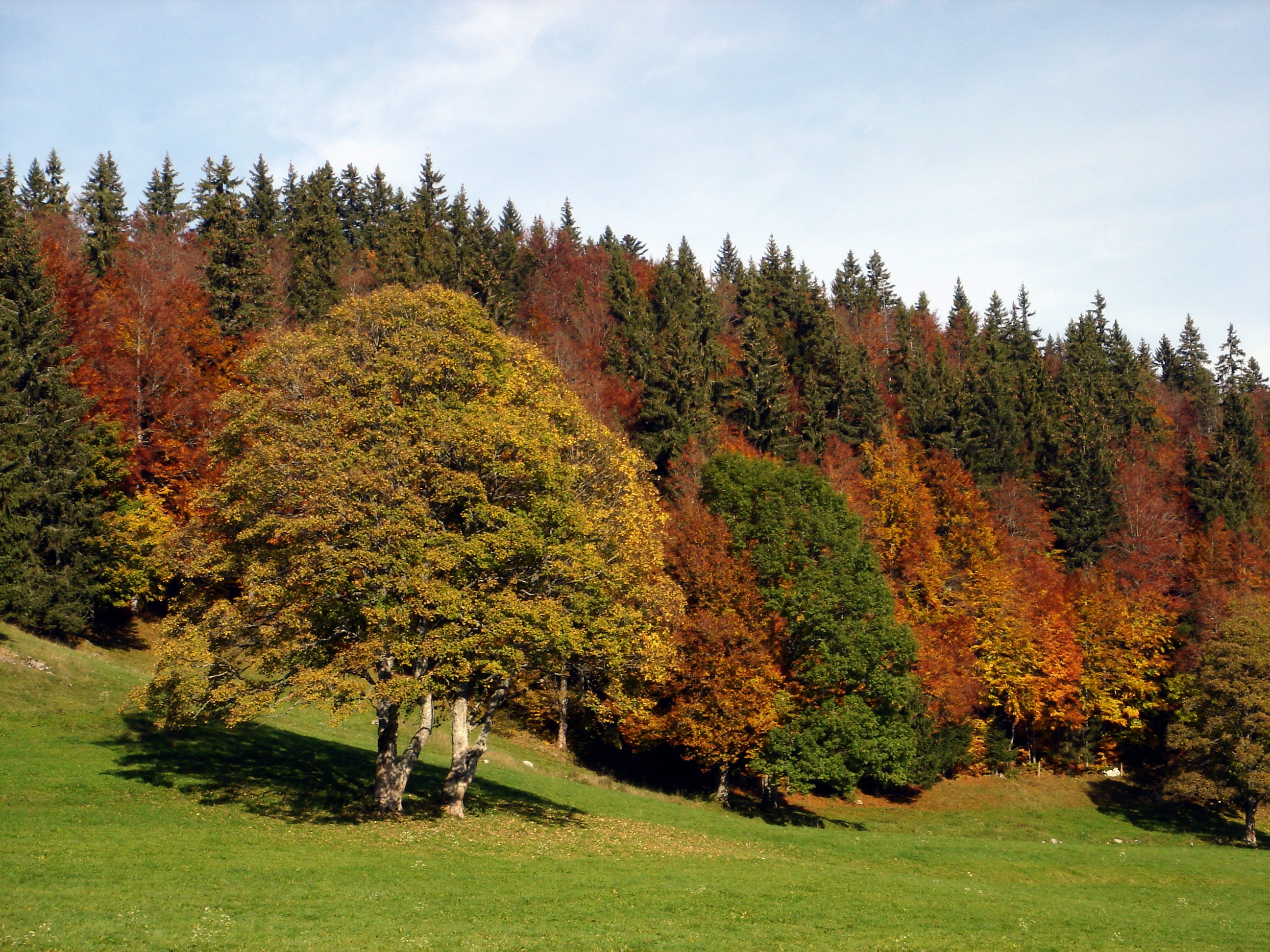
L'automne au Sentier.
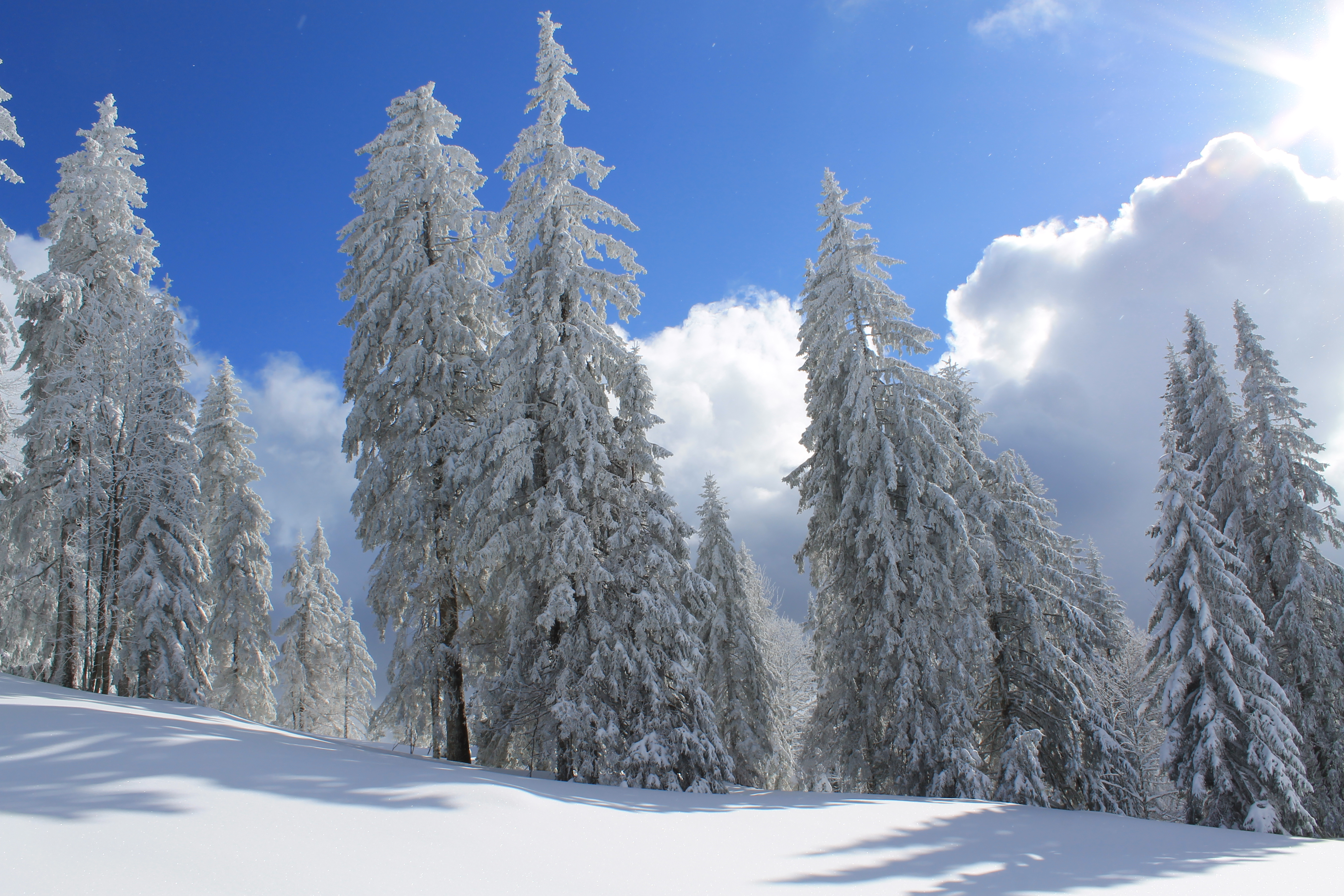
Non loin du Noirmont
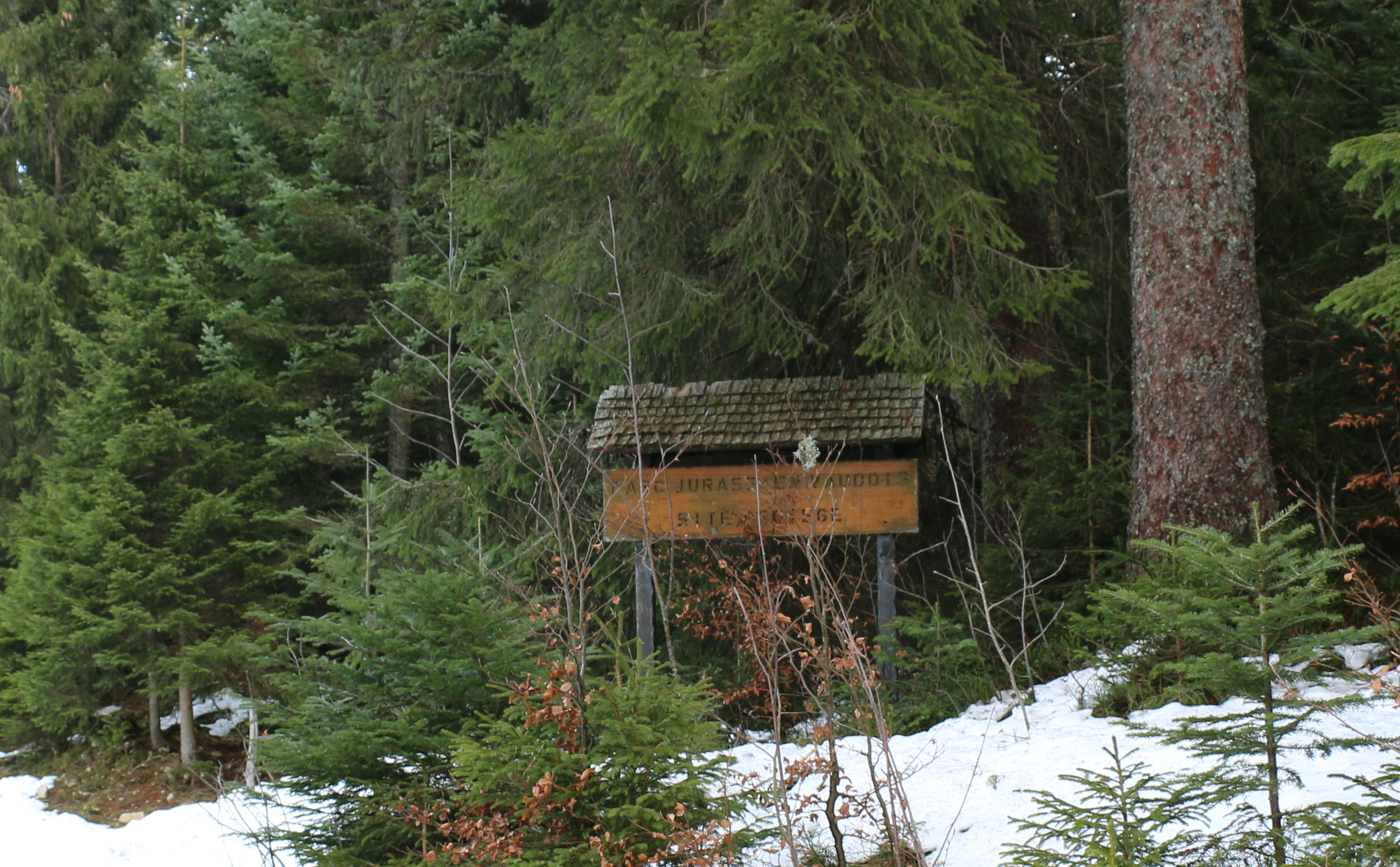
Parc Jurassien Vaudois, site protégé
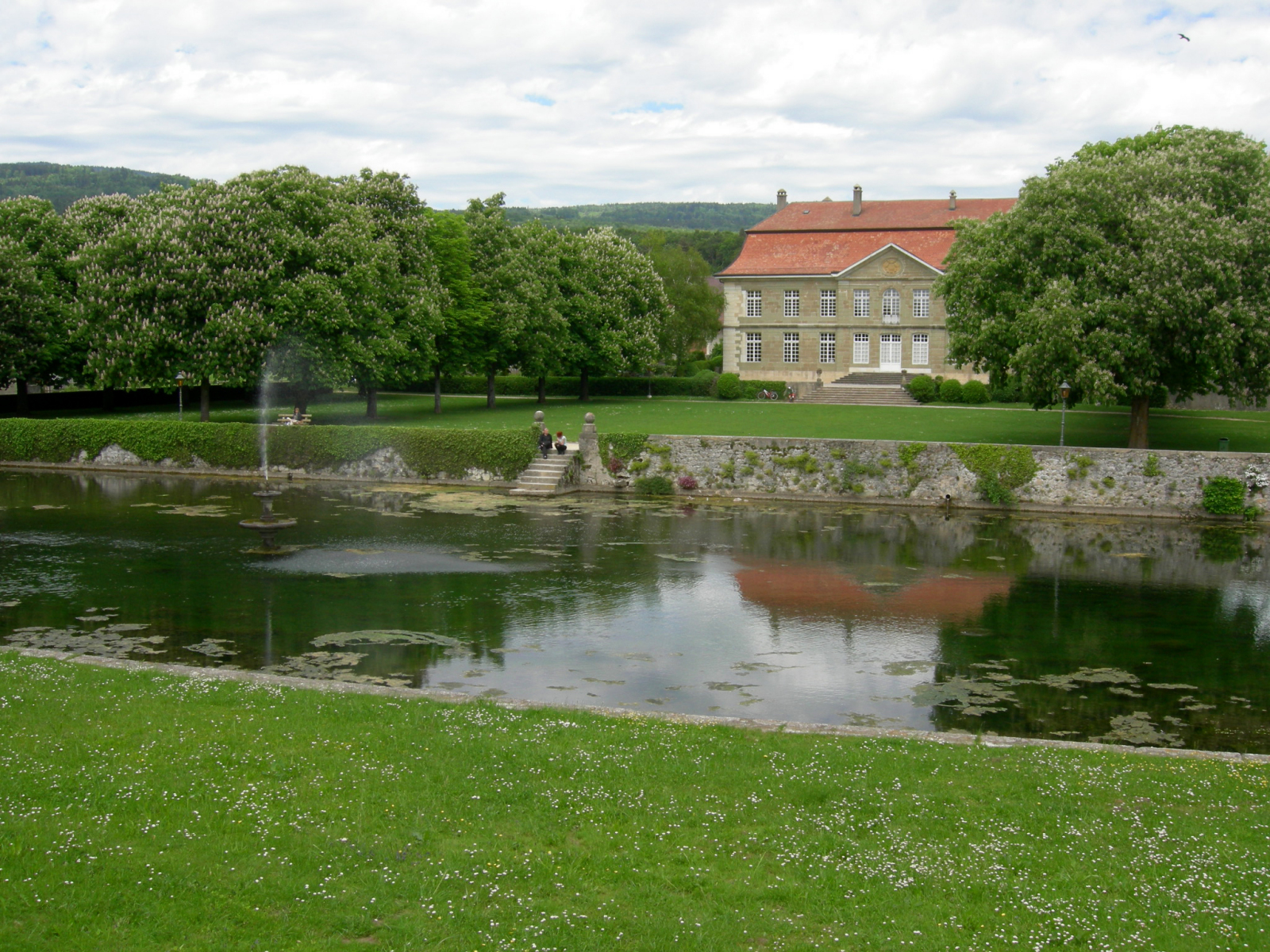
Le château de L'Isle.
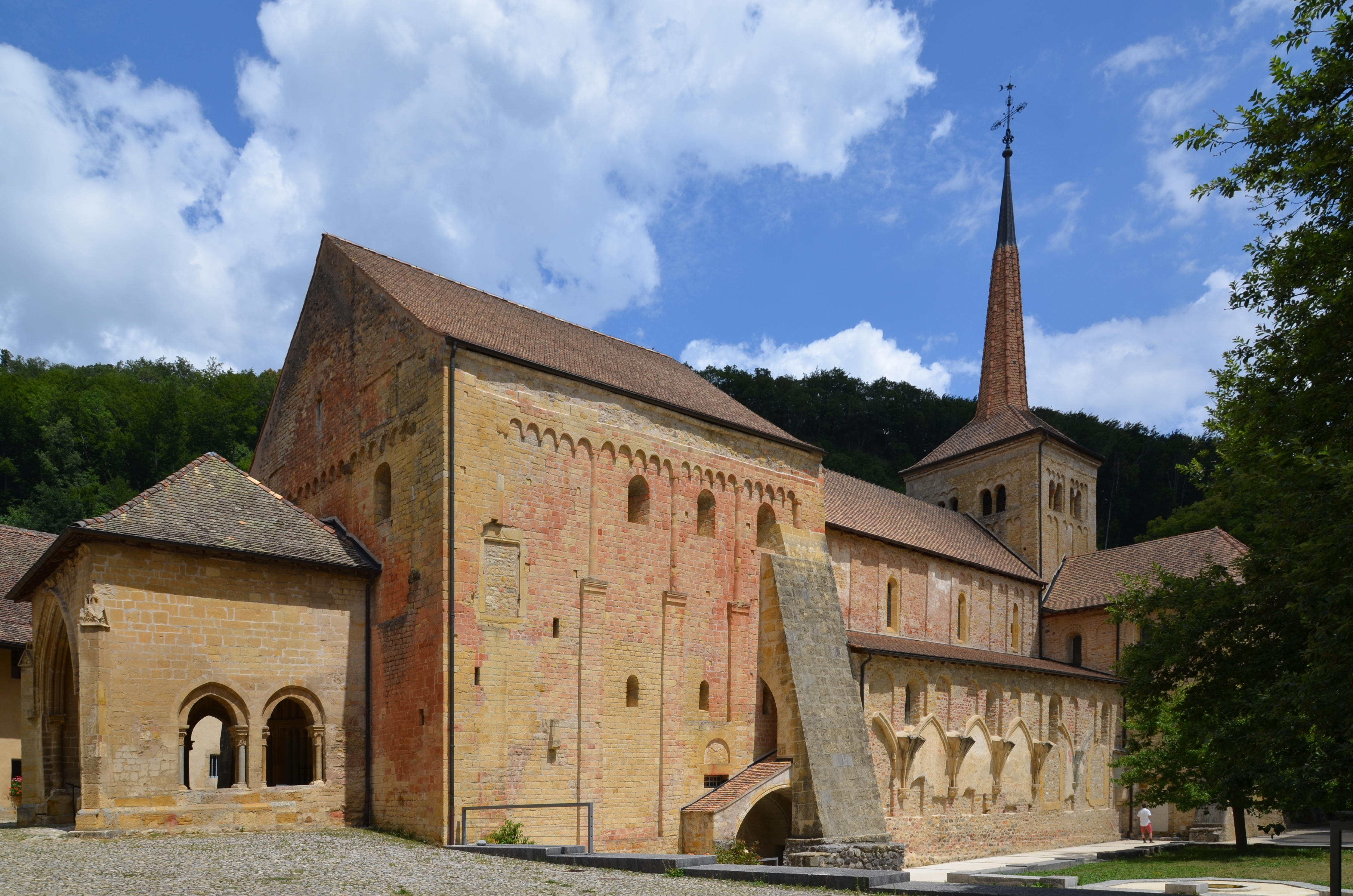
L'abbatiale de Romainmôtier
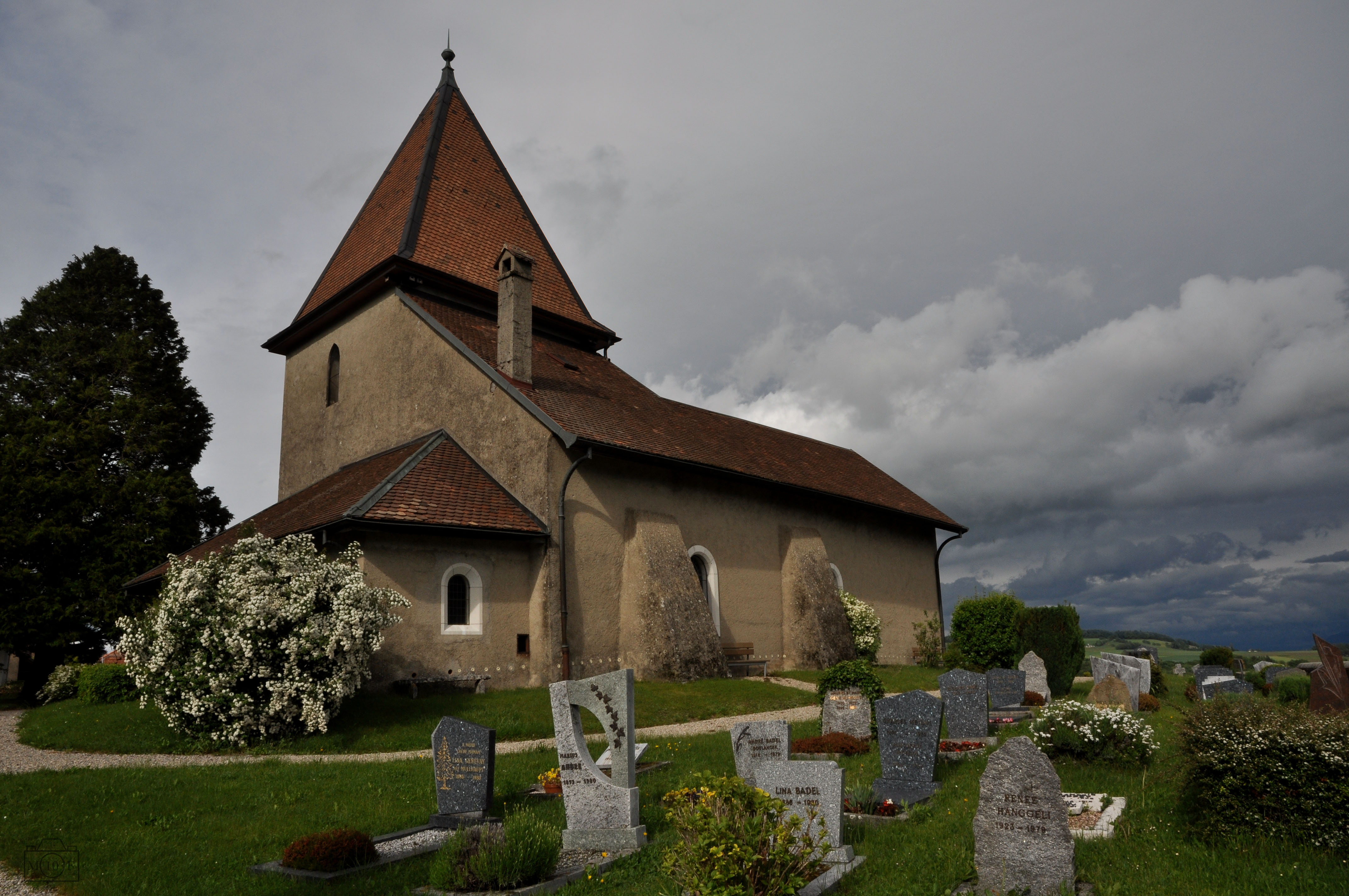
L'église Notre-Dame de Bassins
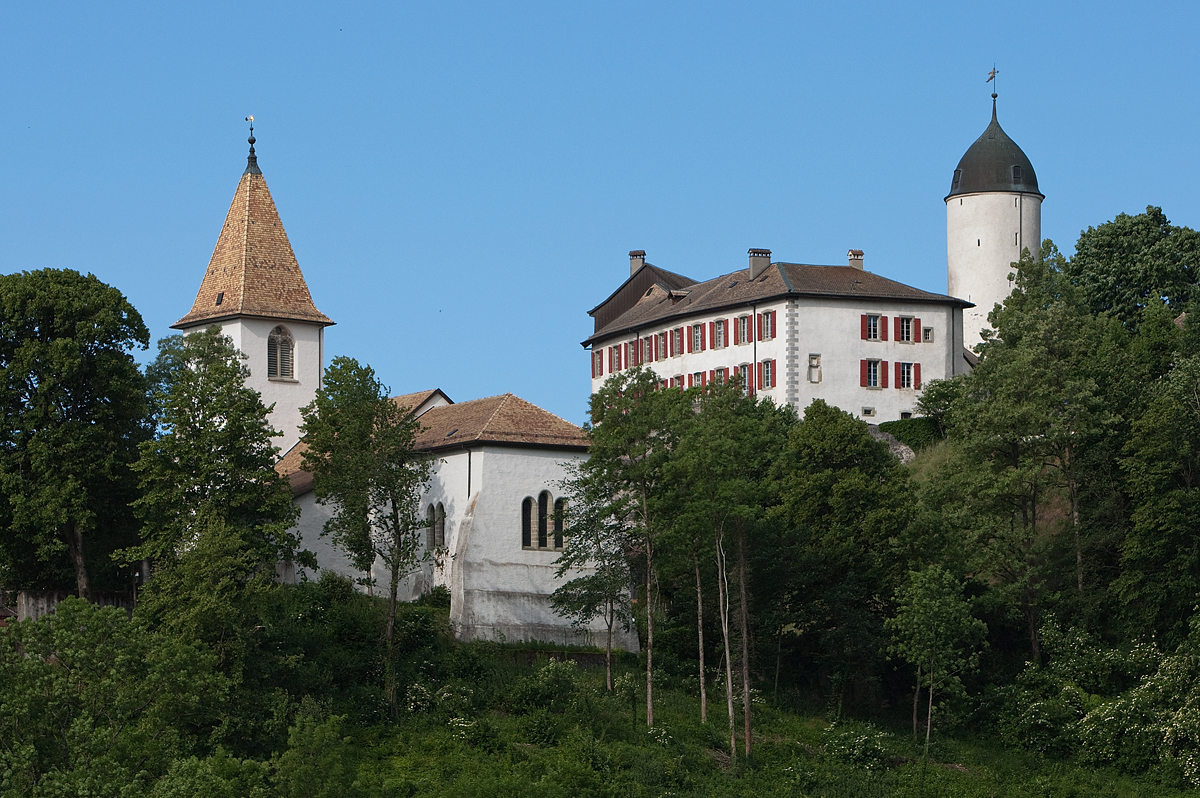
Le château d'Aubonne

## Production fromagère
En raison de l'agriculture essentiellement tournée vers la production laitière en particulier dans la partie supérieure du parc, la région est une grande productrice de fromage notamment de Gruyère AOP, de Gruyère d’alpage AOP, de Vacherin Mont-d'Or AOP, de tomme vaudoise et de sérac.